# Titanita

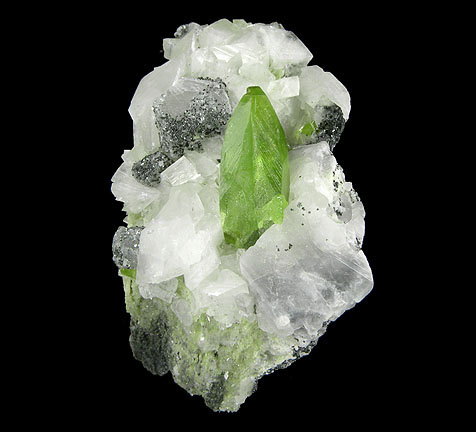
Titanita

A Titanita, titanite, esfeno ou esfena é um mineral, nesossilicato de titânio e cálcio, CaTiSiO5. Traços de impurezas  de ferro e alumínio estão invariavelmente presentes. Também é comum apresentar metais do grupo das terras raras incluindo cério e ítrio.
{{Referências}}

## Propriedades físicas
Denominado titanita devido ao seu elevado teor de titânio; ocorrendo desde transparente até translúcido, na forma de cristais monoclínicos de cor marrom avermelhado, cinza, amarelo, verde ou vermelho. Estes cristais são tipicamente esfenóides (do grego sphenos, cunha) de hábito prismático, de forma losangular com terminações em cunha. 
Possuindo um brilho adamantino a ligeiramente resinoso, a titanita tem uma dureza de  5.5  com fraca clivagem. O peso específico varia de 3.52 a 3.54. O índice de refração da titanita é entre 1.885-1.990 e 1.915-2.050 com forte birefringência de 0.105 a 0.135 (biaxial positivo). A titanita é uma fonte de de dióxido de titânio , TiO2, usado em pigmentos e admirada como gema quando livre de falhas.

## Tipos de ocorrência

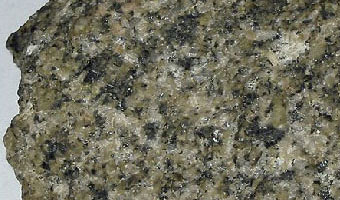
Titanita em granodiorito

A titanita ocorre em rochas metamórficas como nos gnaisses e xistos e, também, em calcários e granitos. Os espécimes transparentes apresentam forte pleocroísmo. Devido ao efeito de extinção do ferro, a titanita não exibe fluorescência sob ultravioleta. 

## Usos e aplicações
A titanita é uma fonte de de dióxido de titânio , TiO2, usado em pigmentos e admirada como gema quando livre de falhas. O fato de ser quebradiça e ter baixa dureza impossibilitam a titanita de ser usado com pedra de anel, sendo mais indicado usado como broches e pingentes.

## Principais zonas produtoras
As fontes principais de titanita incluem: Paquistão, Itália, Rússia, Brasil, Suíça, Madagascar, Áustria (Tirol), Canadá (Ontário) e Estados Unidos ( California).
1. ↑  «TITANITA (Titanite)». Museu Heinz Ebert. Consultado em 24 de maio de 2022
2. ↑  Warr, Laurence N. (18 de maio de 2021). «IMA–CNMNC approved mineral symbols». Mineralogical Magazine: 1–30. ISSN 0026-461X. doi:10.1180/mgm.2021.43. Consultado em 24 de maio de 2022